# F 10 (sommergibile)
L’F 10 è stato un sommergibile della Regia Marina.

## Storia
Una volta operativo fu impiegato, al comando del tenente di vascello Alessandro De Micheli, in missioni antisommergibile nell'Alto Tirreno.
Nel marzo 1917 fu assegnato alla Squadriglia Sommergibili di Brindisi. 
L'11 marzo, durante la navigazione di trasferimento (compiuta insieme al gemello F 9) fu avvistato dal cacciatorpediniere Euro e dalla torpediniera Airone al largo di Messina, scambiato per un U-Boot e preso a cannonate, ma riuscì ad allontanarsi indenne con una manovra d'immersione rapida.
Nell'ottobre 1917 fu dislocato a Valona ed impiegato nella difesa di tale porto.
Nel marzo 1918 fu invece trasferito alla I Squadriglia Sommergibili, con base a Venezia, e fu impiegato in funzione difensiva sulle coste della Dalmazia e fuori dei porti di Pola e Trieste.
Ad inizio marzo 1918 fu inviato in agguato nelle acque prospicienti Pola, in previsione di un'uscita della flotta austro-ungarica (poi sfociata nell'azione di Premuda), ma non avvistò alcuna nave.
Svolse in tutto 32 missioni di guerra, tutte prive di risultati.
Dalla fine della guerra rimase in Adriatico prendendo parte ad esercitazioni e crociere sino al 1930, anno della sua radiazione e successiva demolizione.